# Run It!
"Run It!" là một bài hát của nghệ sĩ thu âm người Mỹ Chris Brown hợp tác với rapper người Mỹ Juelz Santana nằm trong album phòng thu đầu tay mang chính tên Brown (2005). Nó được phát hành vào ngày 30 tháng 6 năm 2005 như là đĩa đơn đầu tiên trích từ album bởi Jive Records, đồng thời là đĩa đơn đầu tay trong sự nghiệp của Brown. Bài hát được đồng viết lời bởi Santana với những nhà sản xuất nó Scott Storch và Sean Garrett, đồng thời là những cộng tác viên quen thuộc trong sự nghiệp của nam ca sĩ, trong đó sử dụng đoạn nhạc mẫu từ bài hát năm 1980 của The Waitresses "I Know What Boys Like", được viết lời bởi Christopher Butler. "Run It!" là một bản Crunk&B và hip hop mang nội dung đề cập đến một chàng trai bị thu hút bởi một cô gái ở sàn nhảy, và mong muốn được làm quen với cô bằng việc ngỏ lời mời cô làm bạn nhảy của anh.
Sau khi phát hành, "Run It!" nhận được những phản ứng tích cực từ các nhà phê bình âm nhạc, trong đó họ đánh giá cao giai điệu thu hút, chất giọng của Brown và quá trình sản xuất nó, đồng thời thu hút nhiều sự so sánh với đĩa đơn năm 2004 của Usher "Yeah!" bởi những sự tương đồng về âm nhạc cũng như nội dung bài hát. "Run It!" cũng tiếp nhận những thành công lớn về mặt thương mại, đứng đầu các bảng xếp hạng ở Úc và New Zealand, đồng thời lọt vào top 10 ở nhiều quốc gia nó xuất hiện, bao gồm vươn đến top 5 ở những thị trường lớn như Đức, Ireland, Thụy Sĩ và Vương quốc Anh. Tại Hoa Kỳ, nó đạt vị trí số một trên bảng xếp hạng Billboard Hot 100 trong năm tuần liên tiếp, trở thành đĩa đơn quán quân đầu tiên trong sự nghiệp của Brown và giúp nam ca sĩ là nghệ sĩ nam hát đơn trẻ tuổi nhất lịch sử từng đạt ngôi vị số một với đĩa đơn đầu tay tại đây.
Video ca nhạc cho "Run It!" được đạo diễn bởi Erik White với nội dung tương tự như lời bài hát, trong đó bao gồm những cảnh Brown gặp một cô gái ở bữa tiệc ngầm tại một phòng thể dục ở trường trung học (do Destiny Lightsy thủ vai), trước khi anh ngỏ ý muốn được nhảy với cô. Nó đã nhận được nhiều lượt yêu cầu phát sóng liên tục trên những kênh truyền hình, như MTV, VH1 và BET, đồng thời gặt hái hai đề cử tại giải Video âm nhạc của MTV năm 2006 cho Nghệ sĩ mới xuất sắc nhất và Bình chọn của khán giả. Để quảng bá bài hát, nam ca sĩ đã trình diễn nó trên nhiều chương trình truyền hình và lễ trao giải lớn, bao gồm CD USA, Soul Train, Today, giải BET năm 2006 và giải Sự lựa chọn của trẻ em năm 2006, cũng như trong nhiều chuyến lưu diễn của anh. Một phiên bản phối lại chính thức của bài hát với sự tham gia hợp tác từ Bow Wow và Jermaine Dupri, cũng được phát hành.

## Danh sách bài hát
| Đĩa CD tại Hoa Kỳ 1. "Run It!" (hợp tác với Juelz Santana) - 3:49 2. "Run It!" (bản chính không rap) - 3:15 3. "Run It!" (không lời) - 3:14 4. "Run It!" (video ca nhạc) - 4:09 Đĩa CD tại châu Âu 1. "Run It!" (hợp tác với Juelz Santana) - 3:49 2. "I May Never Find" - 4:35 | Đĩa CD maxi tại châu Âu 1. "Run It!" (hợp tác với Juelz Santana) - 3:49 2. "Run It!" (phối lại, hợp tác với Bow Wow và Jermaine Dupri) - 4:04 3. "Run It!" (bản chính không rap) - 3:15 4. "Run It!" (không lời) - 3:14 5. "Run It!" (video ca nhạc) - 4:09 |

## Thành phần thực hiện
Thành phần thực hiện được trích từ ghi chú của Chris Brown, Jive Records.
- Chris Brown – hát chính
- Juelz Santana – giọng rap, viết lời
- Scott Storch – viết lời, sản xuất
- Sean Garrett – viết lời, sản xuất
- Brian Stanley – kỹ sư phối khí
- Val Braithwaite – hỗ trợ kỹ sư phối khí
- Mike Tschupp – hỗ trợ kỹ sư phối khí
- Herb Powers, Jr. – kỹ sư master
- Charles McCrorey – kỹ sư thu âm
- Conrad Golding – kỹ sư thu âm
- Wayne Allison – kỹ sư thu âm

## Xếp hạng
| Bảng xếp hạng (2005-06)                  | Vị trí cao nhất |
| ---------------------------------------- | --------------- |
| Úc (ARIA)                                | 1               |
| Áo (Ö3 Austria Top 40)                   | 12              |
| Bỉ (Ultratop 50 Flanders)                | 23              |
| Bỉ (Ultratop 50 Wallonia)                | 26              |
| Cộng hòa Séc (Rádio Top 100)             | 55              |
| Đan Mạch (Tracklisten)                   | 13              |
| Châu Âu (European Hot 100 Singles)       | 1               |
| Phần Lan (Suomen virallinen lista)       | 7               |
| Pháp (SNEP)                              | 19              |
| Đức (Official German Charts)             | 5               |
| Hungary (Single Top 40)                  | 10              |
| Ireland (IRMA)                           | 2               |
| Ý (FIMI)                                 | 12              |
| Hà Lan (Dutch Top 40)                    | 11              |
| Hà Lan (Single Top 100)                  | 9               |
| New Zealand (Recorded Music NZ)          | 1               |
| Na Uy (VG-lista)                         | 13              |
| Romania (Romanian Top 100)               | 23              |
| Thụy Điển (Sverigetopplistan)            | 34              |
| Thụy Sĩ (Schweizer Hitparade)            | 5               |
| Anh Quốc (OCC)                           | 2               |
| Hoa Kỳ Billboard Hot 100                 | 1               |
| Hoa Kỳ Hot R&B/Hip-Hop Songs (Billboard) | 1               |
| Hoa Kỳ Pop Airplay (Billboard)           | 1               |
| Hoa Kỳ Rhythmic (Billboard)              | 1               |

| Bảng xếp hạng (2005)                 | Vị trí |
| ------------------------------------ | ------ |
| US Billboard Hot 100                 | 42     |
| US Hot R&B/Hip-Hop Songs (Billboard) | 37     |
| US Pop Songs (Billboard)             | 66     |
| Bảng xếp hạng (2006)                 | Vị trí |
| Australia (ARIA)                     | 20     |
| Australia Urban (ARIA)               | 5      |
| Austria (Ö3 Austria Top 40)          | 74     |
| Belgium (Ultratop 50 Flanders)       | 86     |
| Denmark (Tracklisten)                | 45     |
| Germany (Official German Charts)     | 36     |
| Netherlands (Dutch Top 40)           | 99     |
| New Zealand (Recorded Music NZ)      | 5      |
| Romania (Romanian Top 100)           | 81     |
| Switzerland (Schweizer Hitparade)    | 43     |
| UK Singles (Official Charts Company) | 59     |
| US Billboard Hot 100                 | 16     |
| US Hot R&B/Hip-Hop Songs (Billboard) | 43     |
| US Pop Songs (Billboard)             | 16     |
| US Rhythmic (Billboard)              | 17     |

| Bảng xếp hạng (2000-09)              | Vị trí |
| ------------------------------------ | ------ |
| US Billboard Hot 100                 | 34     |
| US Hot R&B/Hip-Hop Songs (Billboard) | 83     |
| US Pop Songs (Billboard)             | 12     |

| Bảng xếp hạng            | Vị trí |
| ------------------------ | ------ |
| US Billboard Hot 100     | 191    |
| US Pop Songs (Billboard) | 47     |

## Chứng nhận
| Quốc gia | Chứng nhận  | Số đơn vị/doanh số chứng nhận |
| --- | ----------- | ----------------------------- |
| Úc (ARIA) | Vàng        | 35.000^                       |
| Brasil (Pro-Música Brasil) | Bạch kim    | 100.000*                      |
| Brasil (Pro-Música Brasil) Jason Nevins phối mở rộng                                                                                           | Bạch kim    | 100.000*                      |
| Canada (Music Canada) Nhạc chuông | Vàng        | 5.000^                        |
| New Zealand (RMNZ) | Vàng        | 5.000*                        |
| Na Uy (IFPI) | Vàng        | 5.000*                        |
| Anh Quốc (BPI) | Bạc         | 200.000‡                      |
| Hoa Kỳ (RIAA) | 2× Bạch kim | 2.000.000‡                    |
| Hoa Kỳ (RIAA) Nhạc chuông | Bạch kim    | 1.000.000^                    |
| * Chứng nhận dựa theo doanh số tiêu thụ. ^ Chứng nhận dựa theo doanh số nhập hàng. ‡ Chứng nhận dựa theo doanh số tiêu thụ và phát trực tuyến. |             |                               |